# Galline in fuga - L'alba dei nugget
Galline in fuga - L'alba dei nugget (Chicken Run: Dawn of the Nugget) è un film d'animazione del 2023 diretto da Sam Fell.
È il sequel del film Galline in fuga (2000).

## Trama
Dopo essere scappata con successo dall'allevamento dei Tweedy in modo audace e rischioso, Gaia ha scoperto il suo posto ideale: un'isola idilliaca, dove l'intero pollaio può vivere in armonia, senza correre alcun rischio a causa degli umani. Con l'arrivo della figlia sua e Rocky, Molly, sembra che il loro finale da favola si sia finalmente avverato.
Undici anni dopo, Molly è diventata una ragazzina assetata di avventure, non fosse che Gaia e Rocky cercano di proteggerla continuamente dal mondo esterno. La comparsa di camion e costruzioni sulla terraferma preoccupa Gaia, convinta che sia in costruzione un altro allevamento di polli e convince la sua comunità a nascondersi meglio.
La curiosità di Molly la spinge a scappare sulla terraferma, dove viene salvata dall'essere investita da un'altra gallina adolescente di nome Frizzle. Le due amiche si nascondono clandestinamente su un camion pieno di polli che vengono portate alla Fattoria del Divertimento, un posto che le incuriosisce parecchio. Gaia e Rocky formano un gruppo di ricerca con le galline Baba, Tantona, Von e con la partecipazione di Cedrone; il gruppo scopre che la "Fattoria" è un impianto di lavorazione del pollame altamente avanzato, pieno di sistemi di sicurezza.
All'interno, Molly e Frizzle trovano un'ampia area di divertimento, dove le altre galline - tutte con collari elettronici numerati - si divertono e giocano. Rocky si catapulta impulsivamente nel complesso, attivando inavvertitamente vari sistemi di sicurezza, dando a Gaia e agli altri la possibilità di ottenere maggiori informazioni su come infiltrarsi. A loro si uniscono i topi Frego e Piglio, che, separandosi dagli altri, incontrano Rocky all'interno della struttura.
Molly e Frizzle scoprono che i collari, quando attivati, trasformano le altre galline in creature lobotomizzate. Frizzle viene catturata dallo scienziato della struttura, il Dottor Fritto, e le viene dato un collare, riducendola nelle condizioni delle altre galline; Molly se ne va, promettendole di tornare per lei.
Gaia si riunisce con Molly e scopre con orrore che la sua nemesi, la signora Tweedy, sta conducendo l'operazione insieme al Dottor Fritto, il suo nuovo marito (dopo aver sicuramente divorziato con il signor Tweedy nonostante quest'ultimo avesse ragione sul fatto che il pollame fosse organizzato nel primo film). I collari servono a sopprimere la paura dei polli e a rendere i nugget in cui verranno ridotti più gustosi per Reginald Smith, un uomo d'affari di una catena di fast food alla ricerca di nuovi prodotti alimentari. La signora Tweedy cattura Gaia e le mette un collare, a cui resiste senza successo, ma Rocky interviene e Molly la libera. Le galline, Rocky e i topi si riuniscono in un silo di mais, da cui scappano quando Molly riesce a far riflettere la luce del sole con una lente d'ingrandimento sul mais trasformandolo in popcorn. Molly piange il destino di Frizzle, spingendo Gaia e gli altri a tornare indietro e aiutare anche gli altri polli.
La signora Tweedy ordina al Dottor Fritto di avviare la produzione di nugget, dando inizio a una lotta per il telecomando che fa il lavaggio del cervello ai polli, tra la signora Tweedy, Gaia, Molly e Rocky, mentre il resto della squadra di soccorso cerca di trattenere i polli che marciano spensierati verso il tritacarne. Gaia, Molly e Rocky sconfiggono la signora Tweedy facendola finire nella macchina per l'impanatura, mentre l'intera popolazione di polli e i topi scappano su un camion. La signora Tweedy cerca di fermarli, ma Cedrone la scaraventa nel fossato del complesso, dove viene fermata dalla sicurezza della struttura, saltando in aria per via delle anatre bombe, mentre tutta la Fattoria esplode a causa del sabotaggio delle galline.
I polli tornano sull'isola e la loro vita torna alla normalità, ora con Molly e Frizzle che fanno ricognizioni aeree per gli allevamenti sulla terraferma per liberare tutte le galline prigioniere che trovano.

## Nuovi personaggi
- Molly: è la figlia di Gaia e Rocky, condivide il carattere determinato e intrepido della madre.
- Frizzle: è una simpatica gallina adolescente con cui Molly stringe amicizia.
- Dottor Fritto (Dr. Fry): è il nuovo marito di Melisha Tweedy, uno strampalato inventore nonché co-proprietario della fabbrica di nugget insieme alla moglie.
- Reginald Smith: è il proprietario di una catena di fast food che entra in affari con Melisha Tweedy, ma senza ottenere alcun guadagno.

## Distribuzione
Il film è stato presentato al BFI London Film Festival il 14 ottobre 2023 e distribuito su Netflix a partire dal 15 dicembre dello stesso anno.

### Edizione italiana
Il doppiaggio italiano, diretto da Roberto Gammino, vede la sostituzione dell'intero cast del primo film, fatta eccezione per Paolo Buglioni e Roberto Ciufoli nei ruoli di Frego e Piglio.

## Colonna sonora
Harry Gregson-Williams, che in precedenza aveva scritto la colonna sonora del predecessore con John Powell, è tornato a scrivere la colonna sonora del film, segnando la sua quinta collaborazione con Aardman. È anche la seconda volta che Gregson-Williams ha realizzato il sequel di un film esclusivamente da lui stesso dopo aver composto il suo predecessore con Powell, il primo è stato Shrek 2 (2004) della DreamWorks Animation.

## Accoglienza

### Critica
Sul sito aggregatore di recensioni Rotten Tomatoes, l'83% delle 112 recensioni della critica sono positive, con una valutazione media di 6,8/10. Il consenso del sito recita: "Chicken Run: Dawn of the Nugget offre più risate facili e animazioni accattivanti che hanno apprezzato i fan rispetto all'originale, anche se c'è una sensazione generale di rendimenti decrescenti". Metacritic, che utilizza un sistema di media ponderata, ha assegnato al film un punteggio di 63 su 100, sulla base di 30 critici, indicando recensioni "generalmente favorevoli".